# STRV (satélite)
STRV (Space Technology Research Vehicle) são uma série de satélites experimentais adquiridos para o Ministério da Defesa do Reino Unido pela Defence Research Agency (DRA) em Farnborough.
Os dois primeiros foram lançados em um veículo Ariane-44LP H10+ no dia 17 de junho de 1994, os dois microssatélites pesa 52 kg e foram construídos pela Defence Evaluation and Research Agency (DRA) em Farnborough, no Reino Unido, e são para avaliar novas tecnologias no ambiente hostil de uma órbita geoestacionária. A sonda é constituída em forma cúbica, com 450 mm de lado. Os experimentos são realizados a partir da Ballistic Missile Defence Organisation (BMDO), a Agência Espacial Europeia (ESA), DRA, e várias universidades.

## Satélites
| Satélite | Fabricante                             | Data do lançamento     | Veículo de lançamento | Estado    | Nota                                                                                     |
| -------- | -------------------------------------- | ---------------------- | --------------------- | --------- | ---------------------------------------------------------------------------------------- |
| STRV 1A  | Defence Research Agency                | 17 de junho de 1994    | Ariane-44LP H10+      | Ativo     |                                                                                          |
| STRV 1B  | Defence Research Agency                | 17 de junho de 1994    | Ariane-44LP H10+      | Ativo     |                                                                                          |
| STRV 1C  | Defence Evaluation and Research Agency | 16 de novembro de 2000 | Ariane-5G             | Fracassou | Devido a um erro de projeto a missão do satélite fracassou no mês seguinte ao lançamento |
| STRV 1D  | Defence Evaluation and Research Agency | 16 de novembro de 2000 | Ariane-5G             | Fracassou | Devido a um erro de projeto a missão do satélite fracassou no mês seguinte ao lançamento |